# 第一次 (網路劇)
《第一次》（英語：La Boum）是臺灣一部2017年的網路偶像劇，也是彩虹六部曲之第二部曲，為野火娛樂與KKBOX旗下OTT VOD影音服務平台KKTV合作的網路電視劇，由曹婕妤、黃禮豐、柯淑勤、李洺中、唐從聖領銜主演。KKTV於2017年12月13日首播。

## 播出時間

### 網路
| 頻道 | 所在地 | 播映日期                  | 播出時間         |
| ---- | ------ | ------------------------- | ---------------- |
| KKTV | 臺灣   | 2017年12月13日 （至月日） | 每周三四晚間10點 |

## 演員列表

### 主要演員
| 演員   | 角色   | 介紹 | 登場集數 |
| 曹婕妤 | 林若蕾 | 自小乖巧聽話，凡事皆聽從父母安排。與江維倫的交往是她人生中第一次叛逆，也是她第一次學到人生必須為自己而活。 | 全劇     |
| 黃禮豐 | 江維倫 | 個性執著的高中男生，天生浪漫，渾身充滿藝術氣息。由父親單獨養大，家境並不好，常需要打工以維持家計。         | 全劇     |

### 其他演員
| 演員   | 角色   | 介紹                 | 登場集數 |
| 許凱皓 | 吳翰成 | 林若蕾的高中同學     |          |
| 黃亮鈞 | 劉吉   | 江維倫的好朋友       |          |
| 何紫妍 | 鄭語禾 | 江維倫在烤肉店的同事 |          |
| 柯佳辰 | 梁思平 |                      |          |

### 特別演出
| 演員   | 角色   | 介紹 | 登場集數 |
| 柯淑勤 | 楊麗霞 | 專職家庭主婦，多年來默默隱忍丈夫的不忠。歇斯底里的行為背後，滿是對女兒的關愛與掛心。                                                       | 2        |
| 李洺中 | 林耀剛 | 外科醫師，因為長時間的工作與家人顯得疏離，將多年來努力的一切獻給家庭，深愛女兒，對老婆感到虧欠，並且正因處理出軌的事件與老婆鬧得不可開交。 | 2        |
| 唐從聖 | 江友賓 | 在菜市場的狹小攤販做了十幾年，似乎就連洗完澡，身上都還有股油膩的水煎包味。想讓兒子過上好生活，是個在艱困的環境中，嘗試多做一些的溫柔爸爸。 | 2        |
| 王彩樺 |        | 旅館櫃檯阿姨 | 1        |

## 原聲帶
| 曲別   | 歌名            | 演唱者         | 作詞                | 作曲                |
| 片頭曲 | 累了就靠著我    | 郁采真、劉恬君 | 許郁翎              | 劉偉德、許郁翎      |
| 片尾曲 | 這城市的光      | 高愷蔚         | 高愷蔚、terrytyelee | 王知音、terrytyelee |
| 插曲   | 煙幕            | 陳忻玥         | 九九                | 九九、陶山          |
| 插曲   | Just You and Me | 陳忻玥         | 庭竹                | 陶山                |
| 插曲   | 我們都輸了      | 許仁杰         | 張簡君偉            | 張簡君偉            |
| 插曲   | 難得幸福        | 朱俐靜         | 張簡君偉            | 張簡君偉            |
| 插曲   | 我的驕傲        | 小男孩樂團     | 昌哥、狄運昌        | 漢斯、陶山          |

## 製作團隊
- 製作人：吳瑞文
- 編劇小組：陳嘉軒、劉沿瑲
- 導演：稅成鐸
- 副導演：邱逸萍
- 場記：蔡喬衣
- 製片組：潘柔羽、許軒綸、林俊諺
- 外聯製片：謝松武
- 通告：陳依汎、潘邦育
- 攝影師：余國禎、余威霖、李峰圳、許智偉
- 攝影助理：王資竣、徐乾智
- 燈光師：鄧紀璿
- 燈光助理：林志原、陳彥銘
- 場務：蔡金福、林建均
- 美術：李冠佑
- 美術助理：周義良、洪惠如
- 梳化師：徐語歆、洪欣怡
- 服裝師：蔡宜芬
- 服裝助理：郭湘琴
- 劇照：許軒綸、王雅璇
- 剪輯：黃渝茜
- 美術設計：林晨、王雅璇
- 字幕：賴俞均
- 音效：嘉莉錄音工坊
- 調光：台北影業

## 外部連結
- KKTV的Facebook專頁
- 第一次的Facebook專頁